# Adolf Ehrecke
Adolf Ehrecke (* 14. Januar 1900 in Ochsenfurt; † 12. April 1980 in Inzell) war ein deutscher Nationalsozialist und späterer Schulmeister.

## Leben
Adolf Ehrecke war Studienassessor, als er zum 1. April 1925 der NSDAP-Ortsgruppe in Nürnberg beitrat (Mitgliedsnummer 458). Er trat 1926 in die Sturmabteilung ein und übernahm ab 1929 auf persönlichen Wunsch Hitlers den Posten des Gauleiters im Saargebiet. Er sollte nach vorangegangenen Fehlschlägen die NSDAP im Saargebiet reorganisieren. Unter seiner Führung wuchsen die NSDAP-Ortsgruppen an und waren stärker propagandistisch tätig als unter seinen Vorgängern. Wegen seines starken Antisemitismus und seiner Demokratiefeindschaft wurde er 1931 von der Regierungskommission des Saargebietes des Landes verwiesen.
Nach dem Zweiten Weltkrieg arbeitete Ehrecke als Schulmeister in Kiel und Görlitz. 1980 starb er in Inzell.